# 皮肤粘体虫
皮肤粘体虫（学名：Myxosoma dermatobia）为粘体科粘体虫属的动物。分布于日本、俄罗斯以及湖北、江西、黑龙江流域等，营寄生生活，寄生在鲢的胆囊、肠、红鳍鲌的胆囊、肾以及鳗鲡的胆囊。